# مسیر رؤیایی ما
مسیر رویایی ما (ارمنی: Մեր երազանքի ճանապարհը) فیلمی در ژانر درام است که در سال ۲۰۱۷ منتشر شد. از بازیگران آن می‌توان به سوس جانیبکیان، آرام ام‌پی۳، شانت هوهانیسیان، و ایوتا موکوچیان اشاره کرد.